# Кропивницький (станція)
Кропивни́цький (до 1924 року — Єлисаветград, 1924—1935 — Зінов'євськ, 1935—1970 — Кірово-Українськ, Кірово-Українське, 1970—2017 — Кіровоград) — проміжна станція 2-го класу Знам'янської дирекції Одеської залізниці на електрифікованій лінії Знам'янка — Чорноліська — Помічна — Одеса. Розташована в однойменному місті. Хоча Кропивницький має статус обласного центру та є найбільшим містом області, у залізничному значенні відіграє другорядну роль та є менш важливою станцією, ніж розташовані в області станції Знам'янка, Знам'янка-Пасажирська, Помічна та Долинська, які розташовані на залізничних вузлах, тоді як Кропивницький є проміжною станцією. Має середній колійний розвиток, довжина станції від вхідного до вхідного світлофорів майже 8 км. Через станцію прямують пасажирські поїзди далекого й приміського сполучення та вантажні поїзди.

## Історія
У 1868 році відбулося відкриття залізничної станції на магістральній лінії Знам'янка — Помічна — Одеса, яка побудована у 1860-ті роки для залізничного сполучення з Одеським морським портом. У 1869 році побудована перша будівля залізничного вокзалу.
26 липня 1897 року відбулося офіційне відкриття трамвайного руху від залізничного вокзалу до пивзаводу Зельцера.
Під час Другої світової війни будівля вокзалу була вщент зруйнована. Новий вокзал відбудовано 1954 року на цьому ж місці в еклектичному стилі, з використанням елементів стилю класицизму, який є пам'яткою архітектури місцевого значення.
У 1971 році станція електрифікована змінним струмом (~25 кВ) в складі дільниці Помічна — Хирівка (Чорноліська). Повністю електрифікація дільниці Знам'янка — Помічна — Одеса, яка була здійснена до кінця 1971 року, тобто за цілих 20 років до електрифікації лінії Жмеринка — Одеса. Це було пов'язано з тим, що головний вантажний маршрут, який сполучає Одеський морський порт, пролягав саме цією лінією, а не через Жмеринку. У 1990-ті роки електрифікована дільниця Помічна — Подільськ, в зв'язку з чим через станцію Кропивницький розпочався рух поїздів під електротягою, з боку Західної України через Жмеринку.
23 березня 2017 року станція отримала сучасну назву — Кропивницький.
1 квітня 2017 року внесені зміни в електронній системі щодо перейменованої станції Кропивницький. Саме з цього дня розпочався продаж проїзних документів під новою назвою станції.

## Пасажирське сполучення
Далеке сполучення:
Станція Кропивницький є менш завантажена у пасажирському сполученні ніж станція Знам'янка-Пасажирська. Усі поїзди, за виключенням регіонального поїзда № 790/789 сполученням Київ — Кропивницький, є транзитними. Окрім того, місто Кропивницький було одним з небагатьох обласних центрів України, який не мав прямого поїзда до Києва, лише з 11 грудня 2016 року «Укрзалізниця» вперше призначила регіональний поїзд «Столичний експрес» № 790/789 сполученням Київ — Кропивницький.
Через станцію Кропивницький прямують пасажирські поїзди до Києва, Одеси, Харкова, Дніпра,  Запоріжжя, Краматорська, Кривого Рогу, Львова, Полтави, Тернополя, Хмельницького тощо:
| Рух поїздів далекого сполучення по станції Кропивницький |                                   |                                                                              |
| №                                                        | Маршрут сполучення                | Періодичність курсування                                                     |
| 7/8 «Пальміра»                                           | Харків — Одеса                    | Через день                                                                   |
| 51/52                                                    | Запоріжжя — Одеса                 | Через день                                                                   |
| 53/54 «Скіфія»                                           | Дніпро — Одеса                    | Через день                                                                   |
| 59/60 «Чайка»                                            | Харків — Одеса                    | Через день                                                                   |
| 92/192 91/191                                            | Одеса — Харків / Краматорськ      | Через день. До березня 2022 року курсував до станції Костянтинівка           |
| 127/128                                                  | Запоріжжя — Львів                 | Щоденно                                                                      |
| 790/789 «Столичний експрес»                              | Київ — Кропивницький              | Щоденно                                                                      |
| Сезонного призначення                                    |                                   |                                                                              |
| 235/236                                                  | Покровськ, Дніпро — Кропивницький | Курсував через день з 06.08.2022 по 01.10.2022 в якості евакуаційного поїзда |
| 287/288                                                  | Харків — Одеса                    | Через день по 29.09.2022                                                     |
| 289/290                                                  | Харків — Одеса                    | Через день по 30.09.2022                                                     |

Актуальний розклад руху вказано у розділі «Розклад руху призначених поїздів» на офіційному вебсайті «Укрзалізниці».
Приміське сполучення:
Приміське сполучення здійснюється за напрямком Знам'янка — Помічна /  Колосівка.
З 28 лютого 2023 року призначений новий приміський поїзд № 6551/6552/6335 сполученням Черкаси — Кропивницький. У зворотному напрямку поїзд курсує під № 6336 за маршрутом Кропивницький — Знам'янка.

## Послуги на вокзалі
До вокзального комплексу входять наступні будівлі та споруди: будівля вокзалу, безкоштовний перонний туалет, перон, платформи. Приймання та відправлення пасажирських та приміських поїздів з вокзалу станції Кропивницький здійснюється з 1-ї та 2-ї платформ, зі сторони станцій Помічна та Знам'янка.
На першому поверсі вокзалу розміщено 4 квиткові каси та  каса «Сервіс-центру», довідкове бюро, зал чекання для транзитних пасажирів на 76 місць.
Для пасажирів з обмеженими фізичними можливостями на території вокзалу облаштовані пандуси та позначено маршрути руху, встановлено кнопки виклику в залі «Сервіс-центру» та зі сторони привокзальної площі біля сходинок, центральний вхід до будівлі вокзалу обладнані пристроєм звукового оповіщення, в наявності піктограми та інформаційні покажчики.
Квиткові каси:
- Оформлення проїзних та перевізних документів у дальньому, місцевому та приміському сполученнях
- Оформлення проїзних документів в міжнародному сполученні
- Повернення проїзного документу
- Поновлення проїзного документу
- Оформлення проїзних документів, заброньованих через мережу Інтернет
- Переоформлення проїзного документа ні раніше, ніж як за 24 години до його відправлення.

З 29 березня 2018 року розпочато у касах вокзалу продаж проїзних документів на автобусні рейси внутрішнього і міжнародного сполучення.
Користування автоматичними камерами схову:
- Зберігання речей в автоматичній камері схову.
- Примусове відкриття на прохання пасажира.
- Зберігання речей у автоматичних камерах схову понад встановлений термін.

Багажне відділення:
- Попереднє приймання багажу.
- Зберігання як прибулого так і попередньо прийнятого багажу.
- Повідомлення одержувача про прибуття на його адресу багажу (по телефону, поштою, телеграфом).
- Надання бланку-замовлення
- Перевірка ваги багажу.
- Заповнення бірки або нанесення маркування відправника з одного місця.
- Видача довідок про перевезення вантажів за одну відправку.
- Заповнення перевізних документів.

Сервісний центр:
- Оформлення проїзних, перевізних документів у дальньому, місцевому сполученнях.
- Оформлення замовлення через книгу замовлень.
- Довідка: усна/складна, письмова, по місту.

Кімнати відпочинку (1-но, 4-х, 6-ти місна)
- Проживання пасажира у 4-х та 6-ти місних номерах (за одну добу, з одноразовим користуванням душовою кімнатою, за пів доби).
- Проживання пасажира у номері «Люкс» (за добу, пів доби).
- Користування розеткою, праскою, душовою кімнатою, холодильником за одне місце за добу.
- Зберігання одного місця речей в кімнаті відпочинку за добу.

Зал чекання для транзитних пасажирів:
- Знаходження пасажира у залі для транзитних пасажирів за добу.
- Знаходження пасажира у залі для транзитних пасажирів за пів доби.

Інші послуги:
- Відправлення «Експрес-пошти».
- Послуги довідкового бюро.
- Письмова довідка, усна складна довідка, оголошення по гучномовцю.

## Галерея

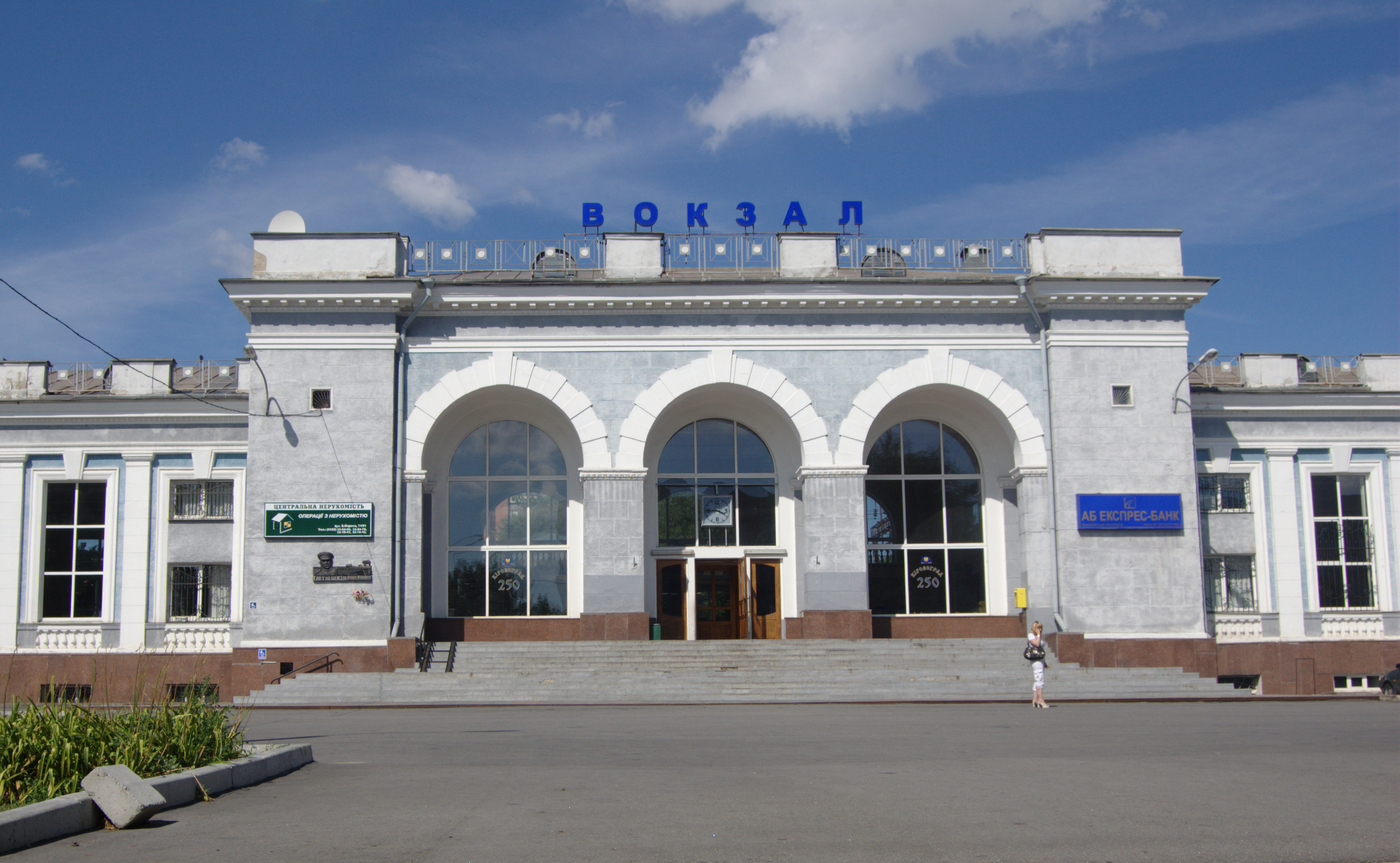
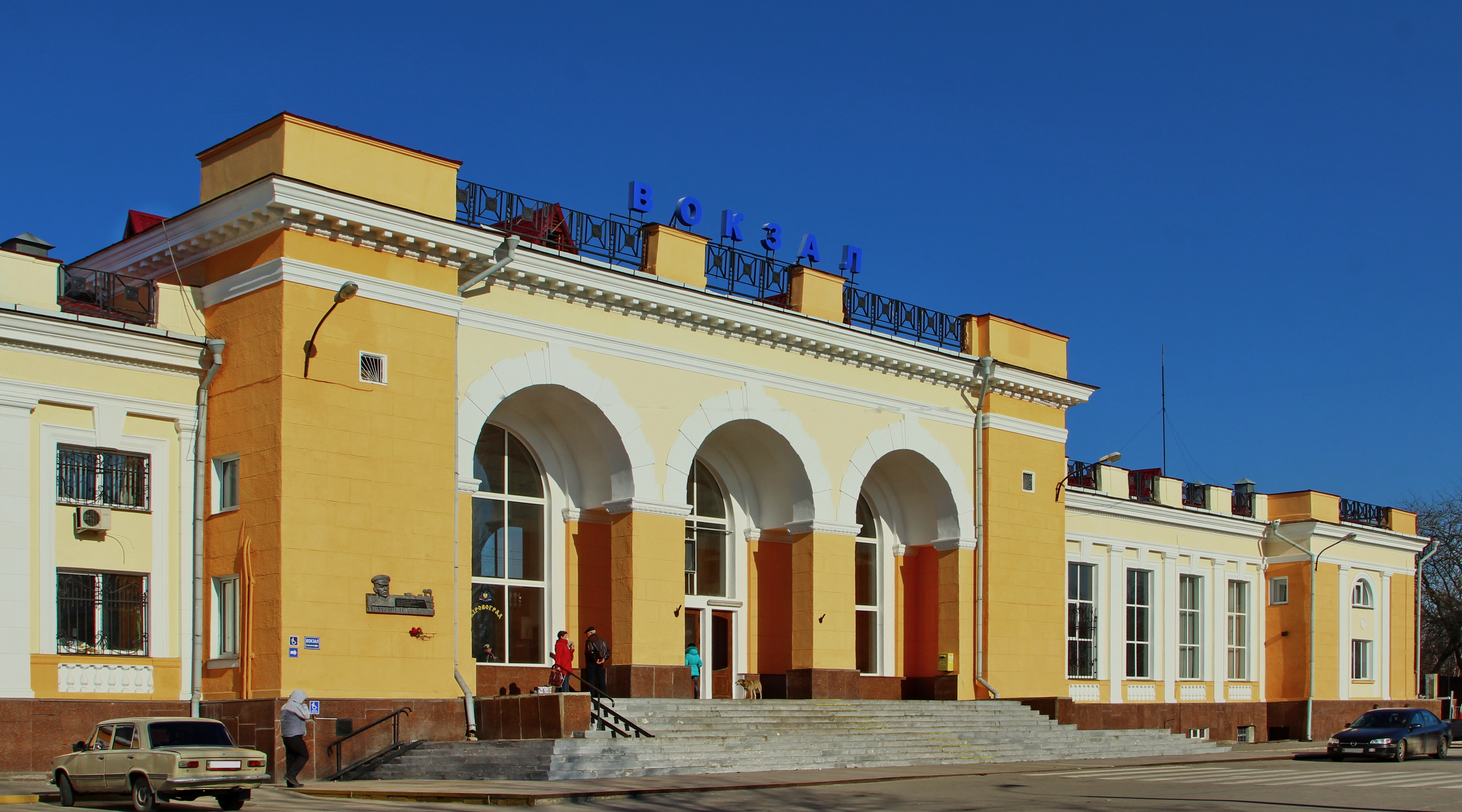
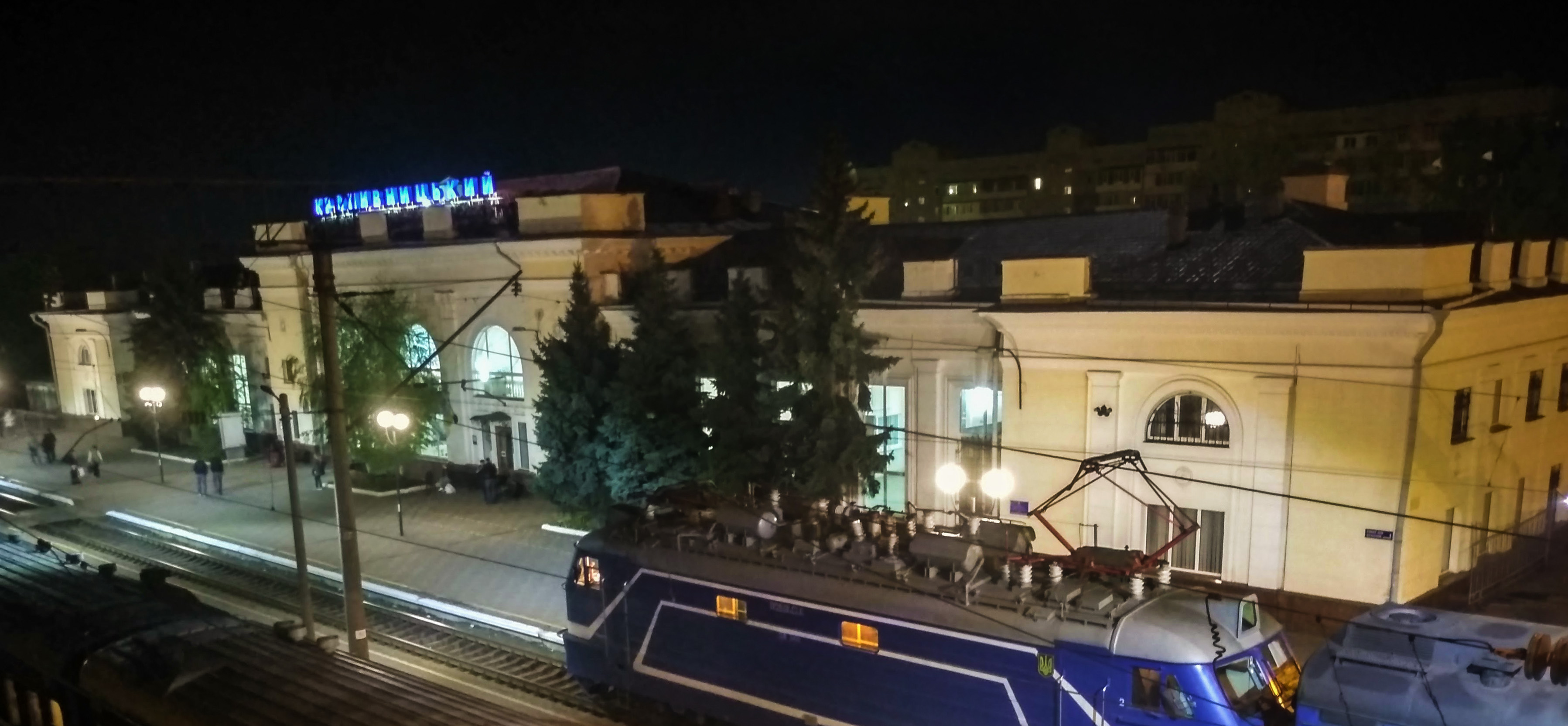